# Donarite
La donarite est un explosif industriel, composé de 70 à 80 % de nitrate d'ammonium, de 15 à 25 % de trinitrotoluène et de 5 % de nitroglycérine. Sa vitesse de détonation est de 4 100 m/s. 
Cet explosif fut utilisé pour détruire le pont de Remagen durant la Seconde Guerre mondiale, les explosifs militaires étant à cette époque investis dans l'effort de guerre.